# Cerapachys reticulatus
Cerapachys reticulatus är en myrart som beskrevs av Carlo Emery 1923. Cerapachys reticulatus ingår i släktet Cerapachys och familjen myror. Inga underarter finns listade i Catalogue of Life.